# Бережці
Бережці́ — село в Україні, у Вишнівській сільській громаді Ковельського району Волинської області. Населення становить 718 осіб.

## Географія
Через село тече річка Ягодинка, права притока Західного Бугу.

## Історія
У 1906 році село Бережецької волості Володимир-Волинського повіту Волинської губернії. Відстань від повітового міста 55. Дворів 316, мешканців 1745.
Відстань до районного центру 17 кілометрів, до державного кордону з Польщею — 11 кілометрів. Назва села походить від місця розташування — завжди воно знаходилось на високому правому березі річки Буг. Історичних даних про заснування села немає. Тут в 1870—1890 роках була збудована церква, яка на жаль в 1964 році згоріла від удару блискавки. Нова Свято-Покровська церква, яка збудована на кошти жителів сіл Бережці і Римачі, була відкрита в 1993 році.
Історія села Бережці цікава тим, що воно не знало спокою. За свідченнями старожилів, у період 1914—1940 років село двічі вивозили в Росію, проте місцеве населення поверталось на рідні землі. У 1918 році село перебувало під австрійською владою, з 1919 по 1939 рік — польська, у цей час в Бережцях налічувалось 550 дворів. У вересні 1939 року в село вступили радянські війська. Потім — вивезення на Сибір.
В перший же день війни село було окуповане нацистами, а визволено 19 липня 1944 року воїнами 117 стрілецької дивізії. На фронтах війни загинули 24 місцевих жителі.
В повоєнний період поступово село відроджується. Тут в 1948 році створено колгосп. Особливі здобутки були по вирощуванню льону. У 1983 році проводиться укрупнення колгоспів. Колгосп сіл Бережці і Римачі було об'єднано з Вишнівським. В 1995 році колгоспи роз'єднали. В наш час[коли?] колективне господарство розформоване.
Бережецька школа була заснована у 1972 році. Розміщена у сучасному двоповерховому приміщенні. У 2009—2010 навч. році у школі навчається 100 учнів. За час функціонування закладу базову середню освіту тут здобули 629 учнів.
До 23 грудня 2016 року село підпорядковувалось Римачівській сільській раді Любомльського району Волинської області.

## Населення
Згідно з переписом УРСР 1989 року чисельність наявного населення села становила 718 осіб, з яких 342 чоловіки та 376 жінок.
За переписом населення України 2001 року в селі мешкало 711 осіб.

### Мова
Розподіл населення за рідною мовою за даними перепису 2001 року:
| Мова       | Відсоток |
| ---------- | -------- |
| українська | 99,30 %  |
| російська  | 0,42 %   |
| білоруська | 0,14 %   |
| гагаузька  | 0,14 %   |